# Jordi Vila Soler
 (octobre 2014).
Si vous disposez d'ouvrages ou d'articles de référence ou si vous connaissez des sites web de qualité traitant du thème abordé ici, merci de compléter l'article en donnant les références utiles à sa vérifiabilité et en les liant à la section « Notes et références ».
Pour les articles homonymes, voir Soler.
Jordi Vila Soler, né le 19 mai 1929 à Santpedor (province de Barcelone, Espagne) et mort le 20 janvier 2011 à Ciutadella de Menorca (Îles Baléares, Espagne), est un footballeur espagnol des années 1950 qui jouait au poste d'attaquant. Il fait partie du FC Barcelone des "Cinq Coupes".

## Biographie
Jordi Vila commence à jouer à Santpedor. Il signe son premier contrat professionnel avec CE Manresa où sa capacité à marquer des buts ne passe pas inaperçue. Il est recruté par le CF Badalona qui joue en deuxième division. Dans ce club, il coïncide avec d'anciens joueurs du FC Barcelone comme Egea et Valle qui conseillent au Barça le recrutement de Vila. 
Jordi Vila arrive au Barça avec un contrat de quatre ans en même temps que Laszlo Kubala. Le Barça dispose d'une grande équipe composée majoritairement de joueurs catalans, à l'exception de César Rodríguez qui vient de León et de Kubala qui est hongrois.
Lors de sa première saison au Barça (1950-1951), Vila ne joue que sporadiquement. 
Le 25 novembre 1951, Vila est titularisé face au Racing de Santander. Il marque le premier but du Barça qui l'emporte 3 à 0. Après ce match, il devient un titulaire habituel. Cette saison-là (1951-1952), le FC Barcelone remporte les cinq titres en jeu (championnat d'Espagne, Coupe d'Espagne, Coupe Eva Duarte, Coupe Latine et Trophée Martini & Rossi). Jordi Vila est le seul joueur à avoir marqué au moins un but dans chaque match d'une édition de la Coupe d'Espagne, depuis le premier tour jusqu'à la finale (le 25 mai 1952 face à Valence CF). Vila est titularisé lors des sept matchs de cette Coupe d'Espagne.
Lors de cette saison historique, Jordi Vila joue en tout 25 matchs et marque 19 buts. Malgré cela, le chanteur Joan Manuel Serrat ne le mentionne pas dans sa fameuse chanson "Temps era temps" où sont cités les attaquants Basora, César, Kubala, Moreno et Manchón. En réalité, Moreno est remplaçant lors de cette brillante saison.
Le 24 juillet 1952, il est opéré du menisque par les docteurs Josep Moragas et Josep Mestre, et il perd son statut de titulaire. 
Entre 1954 et 1957, Jordi Vila joue au Valence CF. Avec Valence, il joue 29 matchs (15 en championnat) et marque 18 buts (6 en championnat). Il est en concurrence pour le poste de titulaire avec le Néerlandais Faas Wilkes et l'Espagnol Manolo Badenes.
Jordi Vila joue ensuite pendant trois saisons au Real Betis (1957-1960), les deux dernières en première division.
Il termine sa carrière avec le Cordoue CF (1960-1962). Le club parvient à monter en première division en 1962.
Jordi Vila s'installe à Séville et devient représentant commercial d'une firme de produits métalliques pour les bâtiments dont il est actionnaire.
En octobre 2010, il reçoit un hommage au Camp Nou en tant que membre du "Barça des Cinq Coupes".
Depuis 1983, il vit à Ciutadella de Menorca. Il meurt le 20 janvier 2011 à l'âge de 81 ans.

## Palmarès
Avec le FC Barcelone :
- Championnat d'Espagne en 1952 et 1953
- Vainqueur de la Coupe d'Espagne en 1951, 1952 et 1953
- Vainqueur de la Coupe Eva Duarte en 1952 et 1953
- Vainqueur de la Coupe Latine en 1952